# Insel (Schneverdingen)

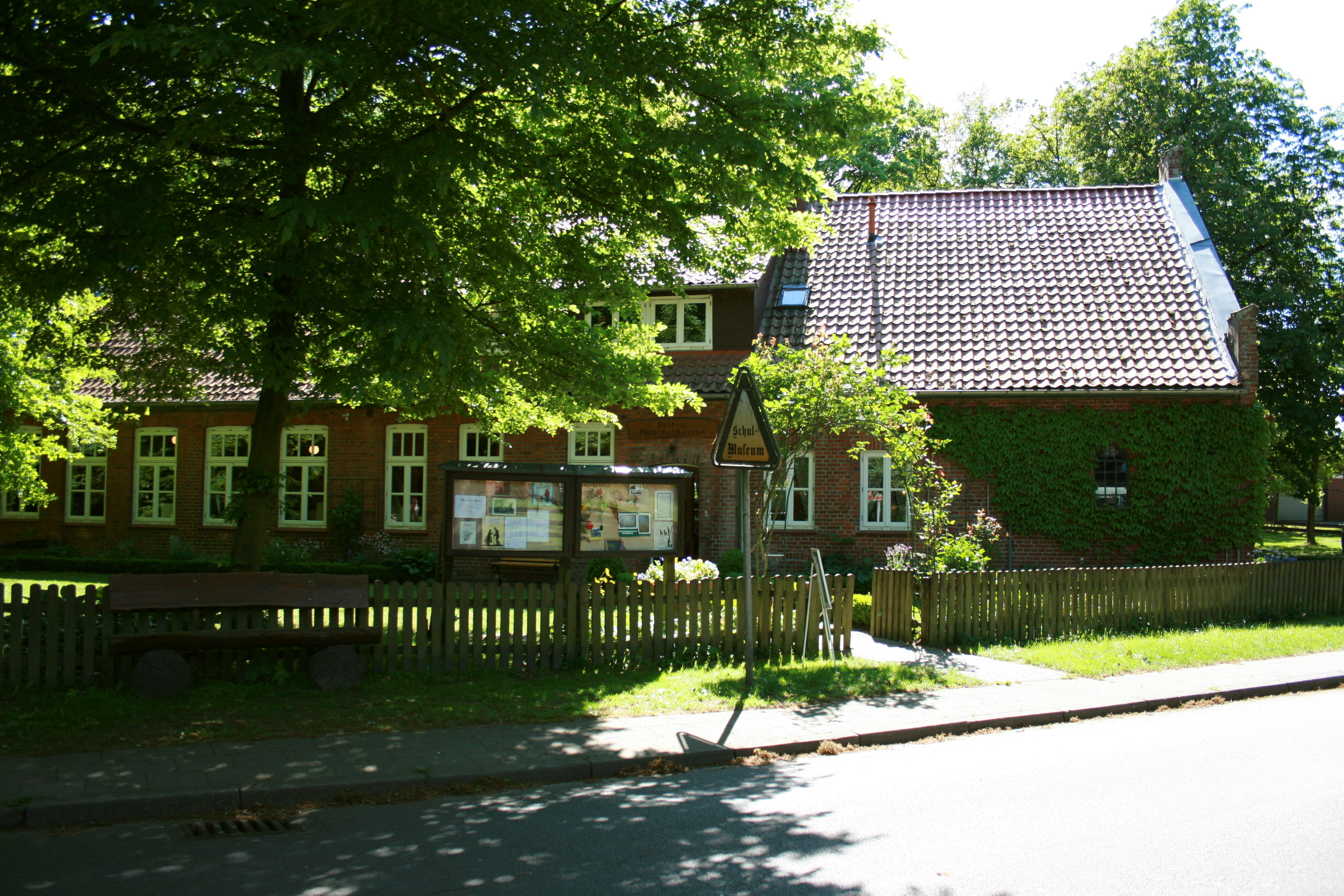
Pult- und Federkiel-Museum in Insel

Insel (niederdeutsch/plattdüütsch Issell) ist ein Ortsteil der Stadt Schneverdingen im Landkreis Heidekreis in Niedersachsen. 

## Geografie
Der Ort liegt etwa 4 km nordwestlich des Stadtzentrums und ist über die K31 mit ihm verbunden. Das Dorf ist ein typisches Heidedorf mit Wiesen-, Bruch- und Waldlandschaften. 
Zu Insel gehören die Ortschaften Barrl, Höpen und Reinsehlen sowie die Wohnplätze Reinsehlen/Reinsählen, Barrl/Baal, (Höpen nun bei Schneverdingen)

## Geschichte
Zahlreiche urgeschichtlichen Funde am Ort Insel weisen auf menschliches Leben an dieser Stelle schon zur Stein-, Bronze- und Eisenzeit hin. Die Entstehung des Dorfes wird etwa im 9. und 10. Jahrhundert vermutet.
In Reinsehlen entstand 1938 ein Flugplatz der Wehrmacht, der nach Kriegsende als Flüchtlingslager und später von britischen Truppen als Basislager für Panzerübungen in der Lüneburger Heide genutzt wurde. Das Camp Reinsehlen ist heute ein Naturschutzgebiet.
Am 1. März 1974 wurde die Gemeinde Insel in die Gemeinde Schneverdingen eingegliedert.

## Politik
Ortsvorsteher ist Willi Scholbe.

## Kultur und Sehenswürdigkeiten
- Das "Pult- und Federkiel-Museum Insel" ist ein Schulmuseum mit vielen zusammengetragenen Details des 300 Jahre bis 1995 hier ansässigen Schulbetriebes und weiteren interessanten Exponaten.